# (3683) Baumann
(3683) Baumann – planetoida z grupy pasa głównego asteroid okrążająca Słońce w ciągu 5 lat i 211 dni w średniej odległości 3,14 au Została odkryta 23 czerwca 1987 roku w Obserwatorium La Silla przez Wernera Landgrafa. Nazwa planetoidy pochodzi od Paula Baumanna (1901-1976) i jego żony Helene Baumann (1899-1986), niemieckich astronomów amatorów. Przed nadaniem nazwy planetoida nosiła oznaczenie tymczasowe (3683) 1987 MA.